# Hylleholm
Hylleholm är en ö i Danmark. Den ligger i Region Själland, i den sydöstra delen av landet. På Hylleholm finns nästan ingen växtlighet.